# Jaskinia w Trawie
Jaskinia w Trawie – jaskinia w Dolinie Miętusiej w Tatrach Zachodnich. Wejście do niej położone jest w Małołączniaku, we wschodnim zboczu Doliny Litworowej, w pobliżu Dziury w Litworowej, na wysokości 1869 metrów n.p.m. Długość jaskini wynosi 10 metrów, a jej deniwelacja 5 metrów.

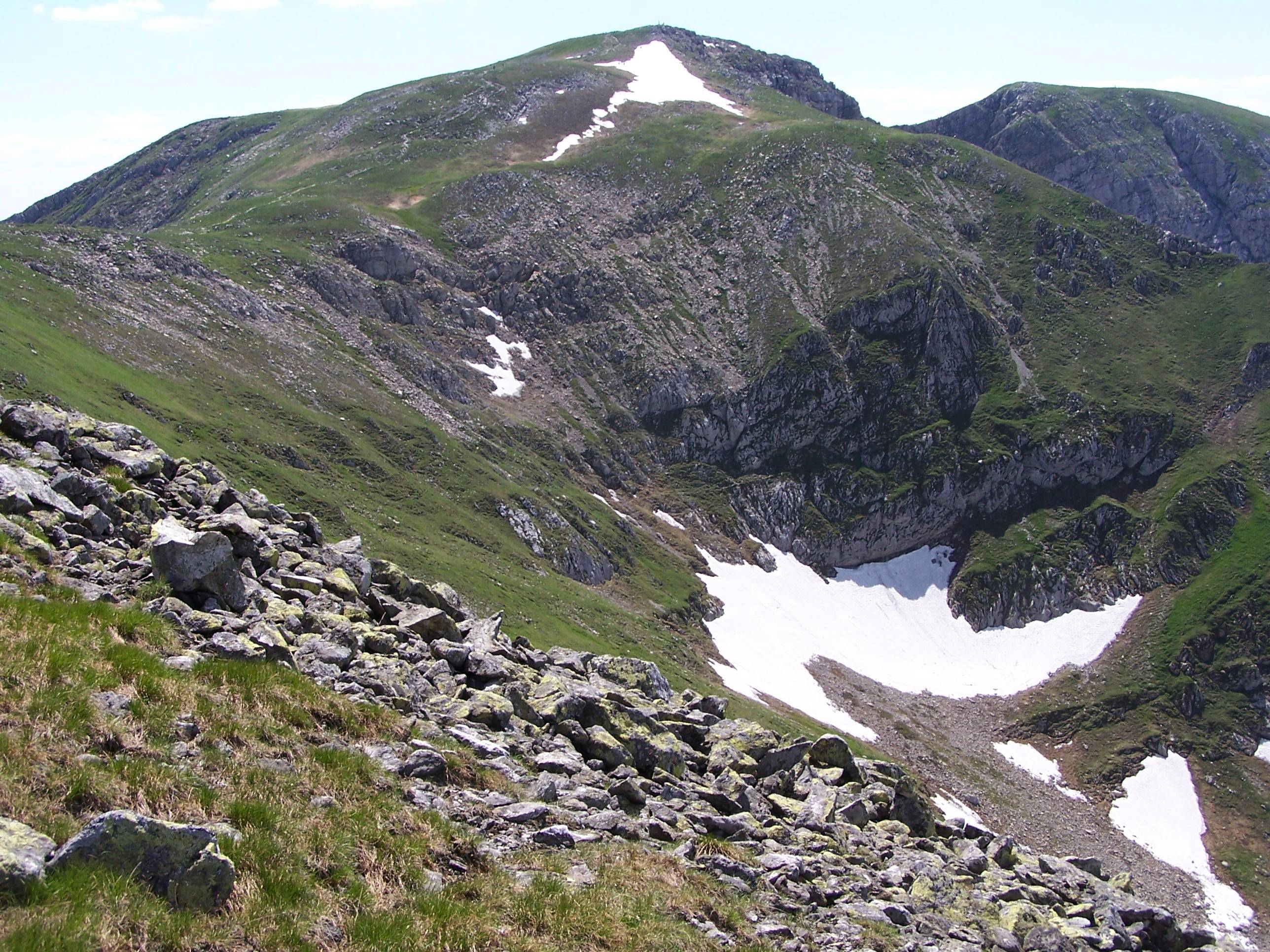
Dolina Litworowa

## Opis jaskini
Główną częścią jaskini jest sala, do której prowadzi, od niewielkiego otworu wejściowego, studnia przechodząca w ciasną pochylnię. Z sali odchodzi krótki korytarzyk kończący się zawaliskiem.

## Przyroda
W jaskini brak jest nacieków. Ściany są wilgotne, rosną na nich mchy.

## Historia odkryć
Jaskinia była znana od dawna. Jej opis i plan sporządziła w sierpniu 1980 roku I. Luty przy współpracy A. Skarżyńskiego.